# Винтер, Вернер
Вернер Винтер (нем. Werner Winter; 26 марта 1912, Гамбурга — 9 сентября 1972, Киль (город)) — немецкий офицер-подводник, капитан 3-го ранга (1 марта 1943 года).

## Биография
9 октября 1930 года поступил на флот кадетом. 1 октября 1934 года произведен в лейтенанты. Служил на линейном корабле «Силезия» и легком крейсере «Эмден». В июле 1935 года переведен в подводный флот.

## Вторая мировая война
С 1 октября 1937 по 3 октября 1939 года командовал подлодкой U-22, на которой в самом начале войны совершил 2 похода (22 суток).
В ноябре 1939 года переведён в штаб командующего подводными силами.
13 августа 1941 года назначен командиром подлодки U-103, на которой совершил 3 похода (проведя в море в общей сложности 188 суток).
5 июня 1942 года награждён Рыцарским крестом Железного креста.
Всего за время военных действий Винтер потопил 15 судов общим водоизмещением 79 302 брт. С июля 1942 года — командир 1-й флотилии подводных лодок в Бресте (Франция). В августе 1944 года сдался в плен войскам западных союзников, захватившим Брест. В ноябре 1947 года освобождён. Некоторое время служил в ВМС ФРГ. В марте 1970 года вышел в отставку в звании капитана цур зее.